# Cantone di Gouzon
Il Cantone di Gouzon è una divisione amministrativa dell'arrondissement di Aubusson e dell'arrondissement di Guéret.
È stato costituito a seguito della riforma approvata con decreto del 17 febbraio 2014, che ha avuto attuazione dopo le elezioni dipartimentali del 2015.

## Composizione
Comprende i seguenti 26 comuni:
- Blaudeix
- La Celle-sous-Gouzon
- Le Chauchet
- Chénérailles
- Cressat
- Domeyrot
- Gouzon
- Issoudun-Létrieix
- Jarnages
- Ladapeyre
- Lavaveix-les-Mines
- Parsac
- Peyrat-la-Nonière
- Pierrefitte
- Pionnat
- Puy-Malsignat
- Rimondeix
- Saint-Chabrais
- Saint-Dizier-la-Tour
- Saint-Julien-le-Châtel
- Saint-Loup
- Saint-Médard-la-Rochette
- Saint-Pardoux-les-Cards
- Saint-Silvain-sous-Toulx
- Trois-Fonds
- Vigeville